# Karaburun (poluotok u Turskoj)
Poluotok Karaburun je poluotok na krajnjem zapadnom kraju Turske, sastavni dio većeg poluotoka Urla-Karaburun-Çeşme. Poluotok nosi isto ime kao grad i okrug, Karaburun, koji se nalazi na središnjoj točki na njegovom kraju. Nalazi se zapadno od grada İzmira, u cijelosti je unutar pokrajine İzmir i okružen je Egejskim morem.
Poluotok Karaburun omeđen je na zapadu Hijskim tjesnacem, na sjeveroistoku i istoku Izmirskim zaljevom, a na jugu prevlakom koja se proteže između sela Balıklıova na jugoistoku i zaljeva Gerence na jugozapadu. U antici je poluotok bio poznat kao Melaena (Μέλαινα) i poznat po kamenolomima mlinskog kamena.
Karaburun ima toplu temperaturu tijekom cijele zime, od 6 do 12 °C. U proljeće od 16. do 22 °C, a ljeti 28+ °C.